# Дзие (етническа група)
Дзие (на китайски: 羯; на пинин: Jié) са малка етническа група, обитавала северен Китай през IV век и създала държавата Хоу Джао.
Съставената в средата на 7 век „Книга на Дзин“ определя дзие като един от клоновете на хунну, наречен цянцю. Някои изследователи свързват името „цянцю“ със средноазиатската държава Кандзю, а въз основа на крайно оскъдните лингвистични данни има предположения, че езикът им може да е тюркски или енисейски.
През 319 година Шъ Лъ от народността дзие основава Хоу Джао, която малко по-късно унищожава хунската държава Хан Джао. Хоу Джао е унищожена през 351 година, а през 350-352 година военачалникът Жан Мин се опитва систематично да избие всички дзие. Въпреки това те се споменават инцидентно и през следващите две столетия.